# Hockey su ghiaccio ai II Giochi olimpici giovanili invernali
Le gare di hockey su ghiaccio dei II Giochi olimpici giovanili invernali si sono svolte nella Kristins Hall di Lillehammer, in Norvegia, dal 12 al 21 febbraio 2016. Come nella prima edizione, insieme ai due tornei maschile e femminile si svolgono due gare di abilità.

## Ragazzi
| Evento          | Oro              | Argento           | Bronzo       |
| Torneo          | Stati Uniti      | Canada            | Russia       |
| Gara di abilità | Eduard Casaneanu | Sebastian Cederle | Erik Betzold |

## Ragazze
| Evento          | Oro           | Argento      | Bronzo            |
| Torneo          | Svezia        | Rep. Ceca    | Svizzera          |
| Gara di abilità | Sena Takenaka | Anita Muraro | Theresa Schafzahl |